# Erzsébet-apácák
Az Erzsébet-apácák vagy Szent Erzsébet Nővérek (hivatalos nevükön: Szent Erzsébetről Nevezett Betegápoló Nővérek, latinul: Ordo Sanctae Elisabethae, O.S.E.; illetve Szent Ferenc Szabályozott Harmadrendjének Szent Erzsébetről Nevezett Betegápoló Nővérei, Sorores Hospitalariae Sanctae Elisabethae Tertii Ordinis Sancti Francisci, S.S.E.) a ferences harmadrend női ágának több kongregációja és társulata. Céljuk Szent Erzsébet példája szerint a szegény beteg és öreg nők gondozása. Lelkiségük: Szent Erzsébet és Szent Ferenc szellemében vidám istendicséret és emberszolgálat, egyszerű életvitel, bensőséges közösségi élet. Életeszményük a szemlélődő és tevékeny élet szintézise.
Eredetileg az első kongregációt 1397-ben Angela di Marsciano alapította Folignóban, amely az Erzsébet-intézetekben működött. Jelenleg egyszerű fogadalmas szerzet, amely a ferences harmadrend regulája szerint működik.
Jelszavuk: "Segítsünk, mint Szent Erzsébet!"

## Aacheni Erzsébet-apácák
A fenti, középkori rendekkel nem rokonítható, aacheni Erzsébet-apácák vagy elizabethánusok egy egyházmegyei jogú betegápoló szerzetesi kongregáció. 1626. május 5-én Aachenben alapította Apollonia Radermecher. Eleinte jezsuita, 1624-től obszerváns ferences lelkivezetés alatt álltak. 1650-ben Grazban, 1709-ben Bécsben telepedtek meg. Bécsből jöttek nővérek 1738-ban Pozsonyba (Árpád-házi Szent Erzsébet-templom és kolostor), 1785-ben pedig Budára. 1990-ben 3 rendházban 55 nővér élt.

### Budai Erzsébet-apácák

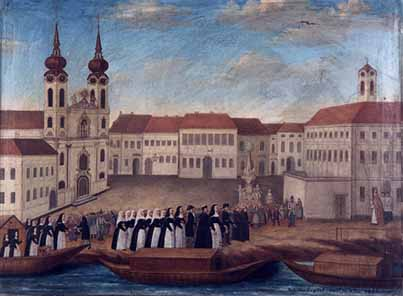
Az Erzsébet-apácák megérkezése Budára (1785).

A budai Erzsébet-apácák az aacheni Erzsébet-apácák (elizabetánusok) egy csoportja. A középkori olasz alapításokhoz nincsen köze. 1785 és 1950 között Budán, a vízivárosi egykori ferences rendi kolostorban éltek. A betegápolás ügyének megoldására a város és II. József sürgetésére 1785. november 6-án a bécsi kolostorból 20 nővér vette át a kiürített kolostort, és 20 ággyal megnyitották a város első női kórházát. A császár-király 4-szer incohnitóban járt a kolostorban és személyesen adott építési utasításokat az első-második emelet levegős kórteremmé való egyesítésére.
1806. április 22-én Marczibányi István nagy összegű alapítványt juttatott a kórháznak, és egy kétemeletes épületet emeltetett a kolostortemplom (a mai Szent Ferenc sebei templom) északi oldalán „lábadozóház” céljára. A ház renovált. Az alapító és felesége a templom kriptájában, 2. világháborúban feltört sírokban fekszik. A nővérek a betegápolás mellett ínségkonyhát is fenntartottak a környék szegényei számára. 1828-1829-ben a kórházban 45, a lábadozóházban 30 ágy volt. 1831-ben kolerakórházat nyitottak az épületben, ahol az apácák életük kockáztatásával ápolták a tömegesen ide menekült betegeket. Az akkori főnöknő, Lenauer Mária Pulcheria és másik két nővér is a járvány áldozata lett. A kolostor gyógyszertárában az orvosságokat a nővérek készítették. A nővérek régi gyógyszerei közé tartozott az orbánc elleni, ún. Erzsébet-golyó (Globuli ad erysipelas Monialum Sanctae Elisabethae), mely 1774-ben az osztrák természetes gyógyszerkönyvben (Pharm. Austr. Prov. 1.) is szerepelt. A kórház állandó orvosait (egy főorvost és egy másodorvost) a főnöknő nevezte ki. A főorvos vezette a kórházat, kezelte a bel- és szembetegeket, a másodorvos a külső- és sebészeti betegeket. 1892-ben a térrendezés miatt lebontott épületszárnyat emeletráépítéssel pótolták, a kórházi részt 1933-ban Fábián Gáspár tervei szerint bővítették.
A budai Erzsébet-apácák kórháza 1817-ben 40, 1892-ben 60, 1928-tól pedig 130 ággyal csak női betegeket fogadott (kivéve a háborús éveket). A szakképzett nővérek száma 1885-ben 26, 1899-ben 32, 1911-ben 39, 1917-ben 40, 1941-ben 62, 1945-ben 58, 1948-ban 48 fő volt. A rend feloszlatásakor, 1950-ben 69 Erzsébet-apácának kellett távoznia a házból.
1944-ben betegség címén több mint 100 zsidót rejtegettek, és számos zsidót mentettek ki az óbudai téglagyárból is. 1950-ben a Fő utcai kórházon kívül az újpesti városi kórházban, a Budakeszi út 46. és Alkony út 17-19. szám alatti szociális intézetben is gondozták a betegeket. Miután a kommunisták feloszlatták a rendet, a kiválóan képzett nővérek igyekeztek az egészségügyben elhelyezkedni; egy idő után többségük sikerrel járt. Templomukban rendszeresen találkoztak, így a lelki közösség kötelékeit is megőrizték.
1990-ben 25 Erzsébet nővér kezdte meg újjászervezni a közösségi életet. Az időközben fővárosi szociális otthonként működő házukat napjainkban visszakapták, de a főleg idős, magatehetetlen emberek gondozását a Máltai Szeretetszolgálat végzi (Szent Erzsébetről nevezett Idősek Otthona és Gondviselés Háza), de az új jelentkezőkkel együtt az apácák azt tervezik, hogy ők is szervezetten is bekapcsolódnak a gondozásba.

#### Főnöknői
- 1785: Anger, Maria Clara
- 1814: Loybl, M. Benedicta
- 1823: Vogl, M. Agnes
- 1829: Lenauer, M. Pulcheria
- 1831: Glaser, M. Angelina
- 1837: Flink, M. Martha
- 1840: Glaser, M. Angelina
- 1843: Flink, M. Martha
- 1855: Bende, M. Clementina
- 1861: Führinger. M. Hedwiga
- 1879: Pauer, M. Ignatia
- 1891: Pachler, M. Emerica
- 1904: Ziegler, M. Josepha
- 1910: Klement, M. Dionysia
- 1916: Schwendner, M. Annunciata
- 1928: Boldizsár, M. Agnes
- 1940: Czehe, M. Xaveria
- 1948: Sántha, M. Richarda

A jelenlegi tartományfőnök: Balázs Irma M. Ambrosia nővér.
A rendszerváltás után újjáalapított klastromban már csak egyetlen, idős apáca él, a rend és egyben magyar tartományfőnöknő. A Marczibányi-alapította (1805) lábadozóházat a Német Püspöki kar (Auslandssekretariat) az 1930-ban alapított és több mint 20 éve ismét (először 1930 óta) fennálló Szent Erzsébet német ajkú perszonális plébánia számára felújíttatta: jelenlegi plébánosa Gregor Stratmann. www.elisabeth.hu. A templomot a torony kivételével magyar hatóságok újíttatták fel. A templom tornya, oromzata és a vörös kolostorépület (ma ápolda) igen rossz állapotban van, a Máltai Szeretetszolgálat alapítványa tulajdonolja idősek otthonaként.

## További Erzsébet-apácák
- Szent Erzsébet Nápolyi Nővérei. 1843-ban jött létre Essen-Bredeneyban, ahol anyaházuk is található.
- Szent Erzsébet Nápolyi Irgalmas Nővérei („szürke nővérek”). Alapította Lodovico Casoria (Arcangelo Palmentieri) reformált irányzatú ferences szerzetes. Németországi anyaházuk Reinbekben működik.